# Sân bay Esbjerg
Sân bay Esbjerg (tiếng Đan Mạch: Esbjerg Lufthavn) (IATA: EBJ, ICAO: EKEB) là một sân bay ở Đan Mạch Sân bay này nằm cách Esbjerg 9,2 km về phía đông bắc.

## Các hãng hàng không và các điểm đến
- bmi
  - cung ứng bởi hãng bmi regional (Aberdeen, Manchester)
- DAT - Danish Air Transport (Stavanger)